# NGC 6804
NGC 6804 (другое обозначение — PK 45-4.1) — планетарная туманность в созвездии Орёл.
Этот объект входит в число перечисленных в оригинальной редакции «Нового общего каталога».